# Кайнарський сільський округ (Алакольський район)
Кайна́рський сільський округ (каз. Қайнар ауылдық округі, рос. Кайнарский сельский округ) — адміністративна одиниця у складі Алакольського району Жетисуської області Казахстану. Адміністративний центр — село Кайнар.
Населення — 3076 осіб (2021; 905 у 2009, 952 у 1999, 1511 у 1989).
Станом на 1989 рік існувала Соціалдинська сільська рада (село Соціалди).